# Валиместре (Мачерата)
Валиместре је насеље у Италији у округу Мачерата, региону Марке.
Према процени из 2011. у насељу је живело 26 становника. Насеље се налази на надморској висини од 486 м.